# Oursbelille
Oursbelille település Franciaországban, Hautes-Pyrénées megyében. Lakosainak száma 1215 fő (2022. január 1.). Oursbelille Lagarde, Andrest, Bazet, Bordères-sur-l’Échez, Gayan, Oroix és Pintac községekkel határos.

## Népesség
A település népességének változása:
| Lakosok száma | 1227 | 1202 | 1230 | 1179 | 1192 | 1197 | 1200 | 1207 | 1215 |
|               | 2013 | 2015 | 2016 | 2017 | 2018 | 2019 | 2020 | 2021 | 2022 |